# Yves Heck
Yves Heck (* 1972 in Namur, Belgien) ist ein französischer Theater- und Filmschauspieler.
Yves Heck wuchs in Namur auf. Von 1986 bis 1990 belegte er Kurse an der dortigen Académie d′art dramatique. Nach seinem Bühnendebüt 1990 am Centre théâtral de Namur in einer Bearbeitung von Federico García Lorcas Gedichtzyklus Romancero gitano spielte er in Paris am Theater Espace Pierre Cardin den Troilus in Shakespeares Troilus und Cressida. Von 1991 bis 1992 nahm er Schauspielunterricht an der von Niels Arestrup geleiteten Théâtre-École du Passage. 1998 ging er an das Centre Choréographique de Montpellier und erhielt dort Tanzunterricht von der Choreografin und Tanzpädagogin Elsa Wolliaston.
Seit 2005 spielte er zunächst kleine Rollen im Film und im französischen Fernsehen. Als seine erste größere Filmrolle spielte er den Cole Porter in Woody Allens Film Midnight in Paris.

## Filmografie (Auswahl)
- 2008: Female Agents – Geheimkommando Phoenix
- 2012: Midnight in Paris
- 2012: Profiling Paris (Profilage, Fernsehserie, 1 Folge)
- 2015: Endlich frei (Peur de rien)
- 2016: Alles was kommt (L’Avenir)
- 2017: Das Leben ist ein Fest (Le sens de la fête)
- 2017: 120 BPM
- 2018: Nurejew – The White Crow
- 2018: The Night Eats the World (La nuit a dévoré le monde)
- 2018: Roulez jeunesse
- 2018: Je voudrais que quelqu′un m′attende quelque part
- 2019: Astrid et Raphaëlle (Fernsehserie)
- 2020: Passion simple
- 2020: Call My Agent! (Fernsehserie, 1 Folge)
- 2021: À l’ombre des filles, Regie: Etienne Comar
- 2022: Die Gewerkschafterin (La Syndicaliste)
- 2022: Louis 28 (Fernsehserie)
- 2022:  HIP: Ermittlerin mit Mords-IQ (Fernsehserie)
- 2023: 66-5 (Fernsehserie)
- 2023: BRI (Fernsehserie)
- 2023: Julia
- 2024: Masters of the Air (Miniserie)
- 2024:  The New Look
- 2024: Franklin (Miniserie)